# Žagarė
Žagarė è una città della Lituania, situata nella contea di Šiauliai.